# غوروديشتشي (مقاطعة بيلغورود)
غوروديشتشي (بالروسية: Городище) هي مدينة في مقاطعة بيلغورود أوبلاست في روسيا. يبلغ عدد سكانها حوالي 3455 نسمة.